# ریس براون (بازیکن فوتبال)
ریس براون (انگلیسی: Rhys Browne؛ زادهٔ ۱۶ نوامبر ۱۹۹۵) بازیکن فوتبال اهل بریتانیا است.
از باشگاه‌هایی که در آن بازی کرده‌است می‌توان به باشگاه فوتبال یئوویل تاون، باشگاه فوتبال مکلسفیلد تاون، باشگاه فوتبال گریمزبی تاون، و باشگاه فوتبال آلدرشات تاون اشاره کرد.
وی همچنین در تیم ملی فوتبال آنتیگوا و باربودا بازی کرده‌است.